# Liu Jinhan
Liu Jinhan (27 agosto 2001) è una sincronetta cinese.

## Palmarès
- Mondiali giovanili:

Budapest 2018: oro nel duo tecnico

### Coppa del Mondo
- 6 podi:
  - 2 vittorie (2 nella gara a squadre)
  - 3 secondi posti (2 nella gara a squadre e 1 nel duo)
  - 1 terzo posto (1 nella gara a squadre)

#### Coppa del mondo - vittorie
| Data           | Luogo   | Paese  | Disciplina   |
| -------------- | ------- | ------ | ------------ |
| 5 aprile 2024  | Pechino | Cina   | Team tecnico |
| 31 maggio 2024 | Markham | Canada | Team tecnico |